# فرودگاه آبی پاس/دریاچه گریس
فرودگاه آبی پاس/دریاچه گریس (به انگلیسی: The Pas/Grace Lake Water Aerodrome) یک فرودگاه همگانی است که یک باند فرود آب دارد. این فرودگاه در کشور کانادا قرار دارد و در ارتفاع ۲۶۱ متری از سطح دریا واقع شده است.